# Parempi mies
Parempi mies (finlandese: "Un uomo migliore") è un singolo promozionale del rapper finlandese Cheek, pubblicato l'11 ottobre 2013 dalla Liiga Music Oy. Il brano ha visto la partecipazione del cantante connazionale Samuli Edelmann.
Il singolo è entrato nelle classifiche e ha raggiunto la sesta posizione nella classifica dei singoli più comprati e la terza posizione nella classifica degli album più venduti.
Il video musicale, girato da Hannu Aukia, è stato pubblicato sull'account ufficiale della casa discografica il 9 agosto 2013.

## Tracce
1. Parempi mies (feat. Samuli Edelmann) – 4:03

## Classifica
| Classifica           | Massima posizione |
| -------------------- | ----------------- |
| Finlandia            | 6                 |
| Finlandia (digitale) | 3                 |
| Finlandia (radio)    | 1                 |